# 黑林铺组
黑林铺组是分布于滇东地区的岩石地层单位，原名筇竹寺组，在1941年由卢衍豪依据位于筇竹寺南后龙洞沟的层型剖面命名。主要由黑色、灰黑色页岩、粉砂岩组成。目前被拆分为玉案山组和石岩头组两组。